# Liste des œuvres de Mieczysław Weinberg
La liste des œuvres de Mieczysław Weinberg est présentée par défaut dans l'ordre des numéros d'opus, respectant raisonnablement la chronologie de composition. Les œuvres sans numéros d'opus sont indiquées dans la liste à l'année de composition.

## Liste des œuvres
Dans la colonne Notes, les notes,,,, sont des références générales recensant les œuvres, et qui contiennent une information applicable à la cellule ou à toute la ligne ; les autres notes sont des références ou des remarques plus spécifiques sur l'œuvre.
| Op.     | Genre                       | Titre et description | Année                   | Notes |
| ------- | --------------------------- | --- | ----------------------- | --- |
| -       | Pièces pour piano           | Deux Mazurkas : Mazurka no 1 en fa mineur Mazurka no 2 in la mineur | 1933                    | Datées des 17 et 21 novembre 1933 sur le manuscript (c'est-à-dire quelques semaines avant ses 14 ans). Dédiées au pédagogue Józef Turczyński (1884–1953), dont Weinberg fut l'élève. |
| -       | Pièces pour violon et piano | 3 Pièces pour violon et piano : 1. Nocturne. Moderato 2. Scherzo. Allegro 3. Sen o lalce. (« Rêve à propos d'une poupée ») Moderato | 1934/35                 | [ 7 ] |
| 1       | Pièces pour piano           | Berceuse pour piano | 1935                    | Datée du 24 octobre 1935. |
| 2       | Quatuor                     | Quatuor à cordes no 1 | 1937                    | Cf. op. 141 |
| 3       | Quatuor                     | Quatuor à cordes no 2 | 1940                    | |
| 4       | Romance                     | Acacias, 6 romances pour chant et piano sur des poèmes de Julian Tuwim | 1940                    | |
| 5       | Sonate                      | Sonate pour piano no 1 : 1. Adagio 2. Allegretto 3. Andantino 4. Allegro molto | 1940                    | Dédiée à Aleksey Klumov. |
| 6       | Poème symphonique           | Poème symphonique pour orchestre | 1941                    | Créé sous la baguette de Ilya Musin quelques heures avant l'invasion nazie. |
| 7       | Romance                     | 3 Romances pour voix et piano d'après J. Rivina and A. Prokofiev | 1941                    | , |
| 8       | Sonate                      | Sonate pour piano no 2 en la mineur : 1. Allegro 2. Allegretto 3. Adagio 4. Vivace | 1942                    | Créée par Emil Gilels le 16 octobre 1943 dans la Grande Salle du Conservatoire de Moscou. |
| -       | Opéra                       | Opéra « L'épée d'Ouzbékistan » | 1942                    | Co-composé à Tachkent avec les compositeurs Tohtasyn Dzhalilov, Alexei Klumov et Talib Sadykov,. |
| 9       | Quatuor                     | Aria pour quatuor à cordes | 1942                    | Créé par le Quatuor Danel à l'Université de Manchester le 17 novembre 2009 |
| 10      | Symphonie                   | Symphonie no 1 en sol mineur : 1. Allegro moderato – Doppio più lento – Larghetto – Doppio movimento (Tempo I) – Larghetto – Tempo I 2. Lento 3. Vivace – Allegretto grazioso – Tempo I 4. Allegro con fuoco | 1942                    | Dédiée à l'Armée rouge, composée à Tachkent (capitale de l’Ouzbékistan). Weinberg enverra la partition de cette première symphonie à Chostakovitch, lequel fit la recommandation permettant l’installation de Weinberg à Moscou, ce qui scella le début de l’amitié indéfectible entre les deux compositeurs,. |
| -       | Pièces pour violon et piano | Deux Chansons sans paroles pour violon et piano : 1. Andantino 2. Larghetto | 1942-1945?              | Premier enregistrement en 2019 par le Trio Khnopff. Cette œuvre fait partie d'une série de pièces de chambre non publiées, redécouvertes dans les années 2000-2010. Le second mouvement retranscrit l'Aria opus 9 composé en 1942. |
| 11      | Capriccio                   | Capriccio pour violon et piano | 1943                    | Créé par le Quatuor Danel à l'Université de Manchester le 17 novembre 2009 |
| 12      | Sonate                      | Sonate no 1 pour violon et piano : 1. Allegro 2. Adagietto 3. Allegro | 1943                    | Partition datée « 11 février – 11 avril 1943 », composée à Tachkent et dédiée à son beau-père Solomon Mikhoels. |
| 13      | Chants/chansons             | Chants d'enfants pour voix et piano | 1943                    | |
| 14      | Quatuor                     | Quatuor à cordes no 3 | 1944                    | |
| 15      | Sonate                      | Sonate no 2 pour violon et piano : 1. Allegro 2. Lento 3. Allegro moderato | 1944                    | Composée entre février et juin 1944 ; dédiée au violoniste David Oïstrakh et créée le 3 janvier 1962 par David Oïstrakh et Frieda Bauer. |
| 16      | Pièces pour piano           | Carnet de notes pour enfants, livre 1 : 1. Larghetto 2. Allegro 3. Moderato maestoso 4. Tempo di valse 5. Allegretto 6. Presto 7. Andante tranquillo 8. Larghetto | 1944                    | Dédiées à sa fille Victoria. |
| 17      | Chants/chansons             | Chants juifs, d'après des textes du poète soviétique juif Samuel Galkine (ou Samuil Galkin ou Shmuel Halkin, 1897-1960),. | 1944                    | Le cinquième chant sera réutilisé comme base au quatrième mouvement de la sixième symphonie, op. 79. |
| 18      | Quintette                   | Quintette pour piano et cordes : 1. Moderato con moto 2. Allegretto 3. Presto 4. Largo 5. Allegro agitato | 1944                    | , |
| 19      | Pièces pour piano           | Carnet de notes pour enfants, livre 2 : 1. Largo 2. Allegretto 3. Moderato 4. Lento 5. Allegro 6. Andantino 7. Marziale lugubre 8. Andante | 1944                    | Dédiées à sa fille Victoria. |
| 20      | Quatuor                     | Quatuor à cordes no 4 : 1. Allegro comodo 2. Moderato assai 3. Largo marciale 4. Allegro moderato | 1945                    | Dédié aux membres du Quatuor du Théâtre du Bolchoï ; créé par celui-ci le 19 janvier 1946 dans la Petite Salle du Conservatoire de Moscou ; premier quatuor de Weinberg à être imprimé (en 1959). |
| 21      | Sonate                      | Sonate no 1 pour violoncelle et piano en ut majeur : 1. Lento ma non troppo 2. Un poco moderato - Lento ma non troppo | 1945                    | |
| 22      | Romance                     | 3 Romances pour voix et piano | 1945                    | |
| 23      | Pièces pour piano           | Carnet de notes pour enfants, livre 3 : 1. Allegro marcato 2. Allegro commodo 3. Moderato 4. Prestissmo 5. Allegretto quasi andantino 6. Lento funebre 7. Andantino semplice | 1945                    | Dédiées à sa fille Victoria. |
| 24      | Pièces pour piano           | Trio pour piano | 1945                    | |
| 25      | Romance                     | 6 Romances pour voix et piano | 1945                    | |
| 26      | Suite                       | Suite pour petit orchestre | 1939/45                 | |
| 27      | Quatuor                     | Quatuor à cordes no 5 | 1945                    | |
| 28      | Sonate                      | Sonate pour clarinette et piano : 1. Allegro 2. Allegretto 3. Adagio | 1945                    | Créée à Moscou le 20 avril 1946. |
| 29      | Miniatures                  | 12 Miniatures pour flûte et piano : 1. Introduction : Maestoso 2. Arietta : Andante con moto 3. Burlesque : Allegro moderato 4. Capriccio : Marziale marcatissimo 5. Nocturne : Andantino 6. Valse : Allegro molto 7. Ode : Largo 8. Duet : Andante tranquillo 9. Barcarole : Moderato comodo 10. Étude : Presto 11. Adagio 12. Pastorale : Allegretto | 1946                    | |
| 29bis   | Miniatures                  | « 12 Pièces » pour flûte et orchestre | 1983                    | Arrangement de l'opus 29 fait par Weinberg en 1983. |
| 30      | Symphonie                   | Symphonie no 2 pour orchestre à cordes | 1946                    | |
| 31      | Sonate                      | Sonate pour piano no 3 en sol dièse mineur : 1. Allegro tranquillo 2. Adagio 3. Moderato con moto | 1946                    | Composée du 29 janvier au 4 février 1946 et dédiée à son ami le compositeur Lev Abeliovitch. Créée le 5 octobre 1946 par Maria Grinberg dans la petite salle du Conservatoire de Moscou. |
| 32      | Musique vocale              | Élégie pour baryton et piano | 1946                    | |
| 33      | Sonate                      | 6 Sonates pour basse et piano | 1946                    | |
| 34      | Pièces pour piano           | 21 Pièces faciles pour piano : 1. Marche joyeuse 2. Le Rossignol 3. La Corde à sauter 4. Baba Yaga 5. Les camarades de jeu 6. La poupée malade 7. Un soldat de plomb 8. Un conte de grand-mère 9. Le berger 10. Cache-cache 11. Grand-père Gel 12. Valse mélancolique 13. Le poisson rouge 14. La complainte de Petrouchka 15. Chat perché 16. La petite balle 17. Berceuse pour une poupée 18. Oursons 19. Petits lapins 20. Le loup gris 21. Bonne nuit                                                                           | 1946                    | Datées du 4 au 6 juin 1946 et dédiées au compositeur Nikolaï Peïko. |
| 35      | Quatuor                     | Quatuor à cordes no 6 | 1946                    | |
| 36      | Pièces pour orchestre       | Scènes de fête pour orchestre | 1946/47                 | |
| 37      | Sonate                      | Sonate no 3 pour violon et piano | 1947                    | |
| 38      | Romance                     | 4 Romances pour voix et piano | 1947                    | |
| 39      | Sonate                      | Sonate no 4 pour violon et piano, en trois mouvements joués en continu, : 1. Adagio 2. Allegro ma non troppo 3. Adagio tenuto molto rubato (quasi Cadenza) - Adagio primo | 1947                    | Dédiée au violoniste soviétique Leonid Kogan ; création publique en 1968, partition publiée seulement vers 1978. |
| 40      | Suite                       | 2 Suites de ballet pour orchestre | 1947                    | |
| -       | Sonate                      | 5 Pièces pour flûte et piano | 1947                    | Sans numéro d'opus ; durée d'environ 13 minutes. |
| 41      | Sinfonietta                 | Sinfonietta no 1 sur des thèmes juifs : 1. Allegro risoluto 2. Lento 3. Allegretto 4. Vivace | 1948                    | Dédiée à « l'amitié entre les peuples de l'URSS » ; créée le 13 novembre 1948 à Kiev par l'Orchestre philharmonique de Kiev sous la direction de Natan Rakhline. L’œuvre fait un large usage des idiomes musicaux juifs. L’œuvre eut initialement l’éloge enthousiaste du nouvellement élu secrétaire général de l'Union des compositeurs soviétiques Tikhon Khrennikov, éloge surprenant compte tenu de l’antisémitisme grandissant de l’époque : « Se tournant vers les sources de la musique populaire juive, [Weinberg] a créé une œuvre optimiste, radieuse, dédiée au thème de l’existence brillante et libre des travailleurs juifs en territoire socialiste. ». |
| 42      | Musique concertante         | Concertino pour violon et orchestre à cordes : 1. Allegretto cantabile 2. Cadenza. Lento – Adagio 3. Allegro moderato poco rubato | 1948                    | Composé en juillet 1948 ; pas de création connue, publiée seulement en 2007. |
| 43      | Musique concertante         | Concerto pour violoncelle et orchestre en ut mineur : 1. Adagio 2. Moderato – Lento 3. Allegro – Cadenza. L’istesso tempo, molto appassionato – Andante – Allegro – Andante 4. Allegro – Adagio – Meno mosso | 1948                    | Composée vers la fin de 1948 ; dédiée à Mstislav Rostropovitch ; créée le 9 janvier 1957 par Mstislav Rostropovitch et l’Orchestre philharmonique de Moscou dirigé par Samuel Samossoud. |
| 44      | Pièces pour orchestre       | Ouverture de fête pour orchestre | 1949                    | |
| 45      | Symphonie                   | Symphonie no 3 en si mineur : 1. Allegro – [ ] – Tempo I – Largo 2. Allegro giocoso – [ ] – Andante sostenuto – Tempo I 3. Adagio – Doppio movimento – Tempo I 4. Allegro vivace – Moderato – Tempo I | 1949                    | Composée à Moscou de mars 1949 à juin 1950 (création programmée à Moscou puis annulée), révisée en 1959-1960. Utilise comme thèmes un chant traditionnel biélorusse (“Quelle lune”) dans le premier mouvement et un chant polonais de type mazurka (“Matek est mort”) dans le deuxième mouvement et le finale. Créée le 23 mars 1960 par Alexandre Gaouk et l’Orchestre symphonique de la Radio et de la Télévision de toute l’Union, dans la Grande Salle du Conservatoire de Moscou. |
| 46      | Sonatine                    | Sonatine pour violon et piano en ré majeur : 1. Allegretto 2. Lento – Allegro – Tempo Primo 3. Allegro moderato – Lento | 1949                    | Création au Conservatoire de Moscou le 9 octobre 1955 par le violoniste Leonid Kogan et le pianiste Andrey Mytnik ; dédiée au compositeur Boris Tchaïkovski. |
| 47 no 1 | Rhapsodie                   | Rhapsodie sur des thèmes moldaves pour orchestre | 1949                    | Révisée en 1952. Créée le 30 novembre 1949 à Moscou sous la direction d'Alexandre Gaouk. Les thèmes sont en fait d’origine juive (de la communauté juive de Moldavie, région d'origine de sa mère) mais Weinberg a choisi ce titre pour éviter la censure antisémite du Parti,. |
| 47 no 2 | Pièces pour orchestre       | Airs polonais pour orchestre | 1949                    | Créées le 13 décembre 1950 par Carl Eliasberg et l'Orchestre Philharmonique de Moscou. |
| 47 no 3 | Rhapsodie                   | Rhapsodie moldave pour violon et piano | 1949                    | Arrangement pour violon et piano de l'opus 47 no 1, publié avec des indications de doigté par David Oïstrakh pour la partie solo ; Weinberg a lui-même indiqué avoir également réalisé une version arrangée pour violon et orchestre, dont la partition n'est pas localisée ; créée le 6 février 1953 par David Oïstrakh et le compositeur au piano à la Grande Salle du Conservatoire de Moscou, la veille de l'arrestation de Weinberg par la dictature stalinienne, sous l'accusation de “nationalisme bourgeois juif”,. |
| 47 no 4 | Sérénade                    | Sérénade pour orchestre | 1949                    | |
| 48      | Trio                        | Trio pour cordes (violon, alto et violoncelle) | 1950                    | |
| 49      | Sonatine                    | Sonatine pour piano : 1. Allegro leggiero 2. Adagietto lugubre 3. Allegretto | 1951                    | Dédiée à Dmitri Chostakovitch. Révisée en 1978 comme op. 49Bis. |
| 49bis   | Sonate                      | Sonate pour piano : 1. Allegro leggiero 2. Andantino 3. Allegretto | 1978                    | Première mondiale en enregistrement en 2012. |
| 50      | Chants/chansons             | À la source du passé/Au-delà de la frontière des derniers jours, cycle de chansons pour mezzo-soprano et piano | 1951                    | |
| 51      | cantate                     | Au pays natal, cantate pour alto, chœur d'enfants, chœur mixte et orchestre | 1952                    | |
| 52      | Musique concertante         | Fantaisie pour violoncelle et orchestre, en un mouvement : Adagio – Andantino leggiero – Allegro con fuoco – Cadenza – Andantino leggiero – Adagio | 1951/53 (publ. en 1956) | Dédiée à Iouri Levitine. Créée dans une version pour violoncelle et piano le 23 novembre 1953 à Moscou avec Daniil Chafran au violoncelle et Nina Mousinian au piano,. |
| 53      | Sonate                      | Sonate no 5 pour violon et piano : 1. Andante con moto 2. Allegro molto 3. Allegro moderato 4. Allegro – Andante – Allegretto – Andante | 1953                    | Composée en juillet 1953, et première œuvre composée après son emprisonnement de 11 semaines lors de la campagne anti-juive de 1953 ; dédiée à son ami Dmitri Chostakovitch, qui avait écrit une lettre au chef du MGB (futur KGB) pour le défendre, ce qui a probablement sauvé Weinberg ; créée le 30 décembre 1955 par le violoniste russe Mikhail Vaiman (1926-1977) et la pianiste Maria Karandashova. |
| 54      | Partita                     | Partita pour piano en 10 mouvements : Prélude, Chorale, Sérénade, Sarabande, Intermezzo, Marche, Aria, Ostinato, Étude et Canon | 1954                    | Dédiée à son ami Levon Atovmyan. |
| 55      | Ballet                      | La Clé d'or, ballet en 3 actes et 6 scènes | 1954/55                 | Composé sur un scénario de Alexander Gayamov d'après un conte de fées populaire d’Alexis Nikolaïevitch Tolstoï (1882 – 1945), La Petite Clé d'or ou Les Aventures de Bouratino (1936), adaptation de Pinocchio. La partition sera présentée dans une première version en août 1955, mais rejetée par le Théâtre musical Stanislavski et Nemirovitch-Dantchenko de Moscou. Le ballet n'y sera créé que le 10 juin 1962 dans une version fortement remaniée,. |
| 55A     | Suite                       | Suite no 1 tirée du ballet "La Clé d'or" | 1964                    | Voir opus 55. Les quatre suites ont été écrites en 1964 à la fois à partir de la partition originale de 1955 et de la révision de 1962 de l'opus 55, et contiennent aussi des compositions originales. |
| 55B     | Suite                       | Suite no 2 tirée du ballet "La Clé d'or" | 1964                    | Voir opus 55A. |
| 55C     | Suite                       | Suite no 3 tirée du ballet "La Clé d'or" | 1964                    | Voir opus 55A. |
| 55D     | Suite                       | Suite no 4 tirée du ballet "La Clé d'or", : 1. Danse de Bouratino avec la clef. Allegretto – Presto – Allegro 2. Élégie. Andante tranquillo 3. Danse d’Artemon (un caniche). Allegretto 4. Danse du grillon. Moderato – 5. Danse du chat et du renard. Allegro moderato 6. Danse de Chouchera le rat. Allegretto 7. La Leçon. Allegretto – Allegro 8. La Poursuite. Allegro – Presto – Prestissimo | 1964                    | Voir opus 55A. |
| 56      | Sonate                      | Sonate pour piano no 4 en si mineur : 1. Allegro 2. Allegro 3. Adagio 4. Allegro | 1955                    | Dédiée à Emil Gilels, créée par celui-ci le 19 février 1957. |
| 57      | Romance                     | La Bible des Gitans, 7 romances pour mezzo-soprano et piano sur des poèmes de Julian Tuwim | 1956                    | |
| 58      | Sonate                      | Sonate pour piano no 5 : 1. Allegro 2. Andante 3. Allegretto | 1956                    | Écrite du 11 octobre au 21 novembre 1956. Dédiée à Boris Tchaïkovski. Créée le 9 novembre 1958 par Leonid Brumberg (de) (1925–2010). |
| 59      | Quatuor                     | Quatuor à cordes no 7 | 1957                    | |
| 60      | Poème symphonique           | Matin Rouge, Poème symphonique pour orchestre | 1957                    | |
| 61      | Symphonie                   | Symphonie no 4 en la mineur : 1. Allegro 2. Allegretto 3. Adagio – Andantino 4. Vivace | 1957                    | Dédiée à Revol Bounine. Révisée en 1961, les quatre mouvements étaient initialement titrés : “Toccata”, “Serenata”, “Intermezzo”, “Rondo”. Créée le 16 octobre 1961 à la grande salle Grande Salle du Conservatoire de Moscou par Kirill Kondrachine et l’Orchestre philharmonique de Moscou. Le dernier mouvement contient plusieurs citations, dont une mazurka polonaise et la chanson à danser russe “Perepiolochka” (La Petite Caille). |
| 62      | Cantate                     | Mémoires, sept chansons pour mezzo-soprano et piano sur des poèmes de Julian Tuwim | 1957/58                 | Voir aussi la Sinfonietta no 2 en la mineur, op. 74. |
| -       | Musique de film             | Musique du film Quand passent les cigognes de Mikhaïl Kalatozov | 1957                    | Palme d'or au festival de Cannes 1958. |
| 63      | Sonate                      | Sonate pour violoncelle et piano no 2 en ut majeur : 1. Moderato 2. Andante 3. Allegro | 1958/59                 | Commandée par et dédiée à Mstislav Rostropovitch. |
| 64      | Ballet                      | Le Chrysanthème blanc, ballet en 3 actes | 1958                    | A pour thème les répercussions de la bombe atomique. |
| 65      | Cantate                     | Dans les montagnes arméniennes, pour voix et piano | 1958                    | |
| 66      | Quatuor                     | Quatuor à cordes no 8 | 1959                    | |
| 67      | Musique concertante         | Concerto pour violon et orchestre en sol mineur : 1. Allegro molto 2. Allegretto 3. Adagio 4. Allegro risoluto | 1959                    | Dédiée à Leonid Kogan ; créée le 12 février 1961 à Moscou par Leonid Kogan au violon et l'Orchestre philharmonique de Moscou dirigé par Guennadi Rojdestvenski,. Contient un thème subsidiaire venant de la Petite Symphonie en sol mineur de Mozart. |
| 68      | Pièces pour orchestre       | Chansons symphoniques pour orchestre | 1959                    | |
| 69      | Sonate                      | Sonate pour 2 violons | 1959                    | |
| 70      | Romance                     | 7 Romances d'après des poèmes de Sándor Petőfi, pour ténor et piano | 1960                    | ,. La référence est erronée (confusion avec op.74, effectivement publiée chez Melodiya D 10707). |
| 71      | Romance                     | 7 Romances d'après plusieurs poètes, pour voix et piano | 1960                    | |
| 72      | Sonate                      | Sonate no 1 pour violoncelle solo : 1. Adagio 2. Allegretto 3. Allegro | 1960                    | Dédiée à Mstislav Rostropovitch. |
| 73      | Sonate                      | Sonate pour piano no 6 : 1. Adagio 2. Allegro molto | 1960                    | Composée entre le 6 mars et le 31 août 1960 et créée le 26 février 1964 à la Grande Salle du Conservatoire de Moscou par la pianiste géorgienne Marina Mdivani. |
| 74      | Sinfonietta                 | Sinfonietta no 2 en la mineur pour orchestre à cordes et timbales : 1. Allegro 2. Allegretto 3. Adagio 4. Andantino | 1960                    | Créée le 19 novembre 1960 par Rudolf Barshai et l’Orchestre de chambre de Moscou, à la Grande Salle du Conservatoire de Moscou. Le dernier mouvement est une transcription quasi littérale pour orchestre de la mélodie Souvenir de l’opus 62. |
| 75      | Musique concertante         | Concerto pour flûte et orchestre à cordes : 1. Allegro molto 2. Largo – 3. Allegro comodo | 1961                    | Dédié au flûtiste russe Alexandre Korneïev, créé par celui-ci le 25 novembre 1961 à la Grande Salle du Conservatoire de Moscou par Roudolf Barchaï et l’Orchestre de chambre de Moscou,. |
| 76      | Symphonie                   | Symphonie no 5 en fa mineur : 1. Allegro moderato 2. Adagio sostenuto 3. Allegro 4. Andantino | 1962                    | Dédiée à Kirill Kondrachine, créée par lui en 1962. L’univers sonore de cette symphonie contient des références (motifs chromatiques, célesta, …) à la quatrième symphonie de son ami Chostakovitch, créée en 1961. |
| 77      | Cantate                     | Lettres anciennes, huit chansons pour soprano et piano sur des poèmes de Julian Tuwim | 1962                    | |
| 78      | Romance                     | 3 Romances pour chant et piano | 1962                    | |
| 79      | Symphonie                   | Symphonie no 6 pour chœur d'enfants et orchestre, : 1. Adagio sostenuto 2. Allegretto (« J'ai cassé une petite boite », poème de Leib Kvitko, trad. M. Svetlova) 3. Allegro molto 4. Largo (« Un fossé a été creusé dans l’argile rouge », poème du poète soviétique juif Samuel Galkine (ou Samuil Galkin ou Shmuel Halkin, 1897-1960), trad. V. Potapovoi) 5. Andantino - Andante (« dors paisiblement, oh peuple », texte de Mikhaïl Loukonine)                                                                                  | 1962/63                 | Créée le 12 novembre 1963 par Kirill Kondrachine et l'Orchestre philharmonique de Moscou avec le Chœur de garçons de l'Ecole de chorale de Moscou. Les paroles traduites en français sont consultables sur le site de Claude Torres. |
| 80      | Quatuor                     | Quatuor à cordes no 9 | 1963                    | |
| 81      | Symphonie                   | Symphonie no 7 en ut majeur pour cordes et clavecin : 1. Adagio sostenuto 2. Allegro – Adagio sostenuto 3. Andante 4. Adagio sostenuto 5. Allegro – Adagio sostenuto | 1964                    | Dédiée à Rudolf Barchaï. Créée par Roudolf Barchaï avec Andrei Volkonski au clavecin. |
| 82      | Sonate                      | Sonate no 1 pour violon solo : 1. Adagio – Allegro – Adagio 2. Andante 3. Allegretto 4. Lento 5. Presto | 1964                    | Dédiée au violoniste soviétique juif Mikhaïl Fikhtengolts,, créée par celui-ci le 31 décembre 1965. |
| 83      | Symphonie                   | Symphonie no 8 « Fleurs polonaises » en sol majeur, pour ténor, chœur mixte et orchestre : 1. polonais : Podmuch wiosny (Rafale de printemps) 2. polonais : Bałuckie dzieci (Enfants de Bałuty) 3. polonais : Przed starą chatą (Devant la vieille cabane) 4. polonais : Był sad (Il y avait un verger) 5. polonais : Bez (Sureau) 6. polonais : Lekcja (Leçon) 7. polonais : Warszawskie psy (Chiens de Varsovie) 8. polonais : Matka (Mère) 9. polonais : Sprawiedliwość (Justice) 10. polonais : Wisla plynie (La Vistule coule) | 1964                    | Sur des textes du poème épique éponyme « Fleurs polonaises » (Kwiaty polskie (pl)) de Julian Tuwim,. Les mouvements 2 à 5 et 7 sont issus de la partie I, chapitre 1, le mouvement 9 du chapitre 2. Créée le 6 mars 1966 par Alexander Yurlov à Moscou, avec le Chœur Académique Russe et l'Orchestre Philharmonique de Moscou. Weinberg indiqua que la fin de la symphonie reflète « la foi profonde du poète en la victoire de la liberté, de la justice et de l'humanisme ». |
| 84      | Romance                     | Oh, brouillard gris, romance pour basse et piano, sur un poème de Julian Tuwim | 1964                    | |
| 85      | Quatuor                     | Quatuor à cordes no 10 | 1964                    | |
| 86      | Sonate                      | Sonate no 2 pour violoncelle solo | 1965                    | Révisée en 1978, devient opus 121. Dédiée à Valentin Berlinsky. |
| 87      | Cantate                     | Le Journal de l'amour, cantate pour ténor, chœur d'enfants et orchestre de chambre | 1965                    | |
| 88      | Mélodie                     | Le Profil (The profile), cycle de mélodies pour basse et piano | 1965                    | |
| -       | Pièces pour piano           | Can-Can en l'honneur de Rastorguyevo | 1965                    | Composées le 11 novembre 1965. Dédiées à Olga Reznitskaya, le nom de jeune fille de sa future seconde femme, et qui travaillait alors dans la ville de Rastorguyevo près de Moscou. |
| 89      | Quatuor                     | Quatuor à cordes no 11 | 1965/66                 | |
| 90      | Mélodie                     | Mots dans le sang, cycle de mélodies pour ténor et piano sur des poèmes de Julian Tuwim | 1965                    | |
| 91      | Cantate                     | Piotr Plaksin, cantate pour ténor, contralto et 9 instruments (flute, clarinette, 2 cors d'harmonie, percussion, piano/harmonium, 2 violons, violon alto, violoncelle, contrebasse), d’après des poèmes de Julian Tuwim | 1965                    | |
| 92      | Cantate                     | Hiroshima, cantate pour chœur mixte et orchestre, sur des textes (stances de 5 lignes) de Munetoshi Fukagawa | 1966                    | |
| 93      | Symphonie                   | Symphonie no 9 pour récitant, chœur et orchestre, sur des poèmes de Julian Tuwim et Władysław Broniewski | 1940/67                 | |
| 94      | Musique concertante         | Concerto pour trompette et orchestre en si bémol majeur : 1. Études – Allegro molto 2. Épisodes – Andante 3. Fanfares – Andante – Allegro – Andante – Presto – Andantino – Allegro – Presto – Andante – Allegretto | 1966/67                 | Dédiée à Timofei Dokchitser ; créée le 6 janvier 1968 à Moscou par Timofei Dokchitser à la trompette et l'Orchestre philharmonique de Moscou dirigé par Kirill Kondrachine,. L’œuvre contient des citations d'opéras de Rimsky-Korsakov (la fanfare de trompettes de l’opera Le Conte du tsar Saltan ; le cri d'alarme du coq de l’opéra Le Coq d'or), ainsi que de l’appel aux armes du ‘Chœur des gamins « Avec la garde montante »’ de l'opéra Carmen de Bizet. |
| 95      | Sonate                      | Sonate no 2 pour violon solo : 1. Monodie 2. Silences 3. Intervalles 4. Répliques 5. Accompagnement 6. Invocation 7. Syncopes | 1967                    | Composée entre le 24 mai et le 7 juin 1967 ; dédiée au violoniste soviétique juif Mikhaïl Fikhtengolts ; pas de date de création en public connue, premier enregistrement mondial en 2013 sur le label TOCCATA Classics. |
| 96      | Requiem                     | Requiem, pour chœur d'enfants, chœur mixte et orchestre | 1965/67                 | |
| 97      | Opéra                       | La Passagère, opéra en 2 actes, 8 scènes et un épilogue. Sur un livret de Alexandre Medvedev, adaptation du récit radiophonique de la Cracovienne Zofia Posmysz, La Passagère de la cabine 45. | 1967/68                 | Durée de près de 2h40. Créé en version concertante au Théâtre de musique de Moscou Stanislavski et Nemirovich-Danchenko le 25 décembre 2006 et en version scénique complète au Festival de Bregenz de l’été 2010. |
| 98      | Symphonie                   | Symphonie no 10 en la mineur | 1968                    | |
| 99      | Musique vocale              | Triptyque, pour basse et orchestre | 1968                    | |
| 100     | Préludes                    | 24 Préludes pour violoncelle solo | 1968                    | |
| 101     | Symphonie                   | Symphonie no 11 pour chœur et orchestre | 1969                    | Composée à partir de fragments de chants révolutionnaires et traditionnels, dont certains sont également présents dans l'opus 143. |
| 102     | Musique vocale              | Personne n'a connu..., pour soprano, chœur et orchestre | 1970                    | |
| -       | Musique vocale              | La Chanson d’Anna, pour mezzo-soprano et orchestre, d’après des poèmes de Julian Tuwim | 1970                    | Anna est le prénom de sa seconde fille (née en 1971). |
| 103     | Quatuor                     | Quatuor à cordes no 12 | 1969/70                 | |
| 104     | Musique concertante         | Concerto pour clarinette et orchestre à cordes : 1. Allegro 2. Andante – 3. Allegretto | 1970                    | Composée entre le 31 mai et le 30 juin 1970,. |
| 105     | Opéra                       | La Madone et le soldat, opéra | 1970                    | |
| 106     | Sonate                      | Sonate no 3 pour violoncelle solo : 1. Allegro 2. Allegretto 3. Lento 4. Presto | 1971                    | Dédiée à Mstislav Rostropovitch. |
| 107     | Sonate                      | Sonate no 1 pour alto solo | 1971                    | |
| 108     | Sonate                      | Sonate no 1 pour contrebasse solo | 1971                    | |
| 109     | Opéra                       | L'Amour de d'Artagnan, opéra | 1971                    | |
| 110     | Mélodie                     | Lorsque je chante cet enfant endormi/En berçant l'enfant, cycle de mélodies pour soprano et piano | 1973                    | L'avant dernier chant reprend le choral des deux dernières scènes de son opéra Le Portrait op. 128. |
| 111     | Opéra                       | Félicitations !, opéra en deux actes, d'après la pièce de Cholem Aleikhem, ‘Mazeltov’. | 1975                    | Création le 13 septembre 1983 à Moscou, par l'Orchestre de chambre du Théâtre de l'Opéra de Moscou. |
| 112     | Opéra                       | Lady Magnésie, opéra en un acte, d'après une farce de George Bernard Shaw, « Passion, Poison, et Pétrification. » | 1975                    | Dédié à Rodion Chtchedrine. Créé en version musicale le 18 novembre 2009 au festival Weinberg à Liverpool (The Cornerstone, Liverpool Hope University) sous la direction de Clark Rundell. Création scénique le 2 février 2012 au Théâtre d'Erfurt (Allemagne), sous la direction de Samuel Bächli (version traduite en allemand). |
| 113     | Ballet                      | 6 scènes de ballet pour orchestre | 1973/75                 | |
| 114     | Symphonie                   | Symphonie no 12 « In Memoriam D. Chostakovitch » : 1. Allegro moderato 2. Allegretto 3. Adagio 4. Allegro | 1975-76                 | Composée à la suite de la mort en août 1975 de Dmitri Chostakovitch, son ami depuis 32 ans ; créée le 13 octobre 1979 par l'Orchestre symphonique de la radio de Moscou et Maxime Chostakovitch. |
| 115     | Symphonie                   | Symphonie no 13 | 1976                    | |
| 116     | Mélodie                     | D'après des textes de Vassili Joukovski, cycle de mélodies pour basse et piano | 1976                    | |
| 117     | Symphonie                   | Symphonie no 14 en un seul mouvement | 1977                    | Dédiée à Vladimir Fedosseïev, créée par celui-ci le 8 octobre 1980 lors du deuxième Festival d'automne de Moscou. |
| 118     | Quatuor                     | Quatuor à cordes no 13 | 1977                    | Dédié au Quatuor Borodine |
| 119     | Symphonie                   | Symphonie no 15 pour soprano, baryton, chœur de femmes et orchestre | 1977                    | Intitulée « Je crois en cette terre ». |
| 120     | Musique vocale              | Trois psaumes intitulés 3 palmiers, pour soprano et quatuor à cordes, sur des textes de Mikhaïl Lermontov. | 1977                    | Le poème de Lermontov parle de trois palmiers dans le désert d'Arabie qui se plaignent à Dieu de leur inutilité. Des Bédouins arrivent et s'en servent pour leur feu de camp, donnant la réponse aux palmiers de leur raison d'être. |
| 121     | Sonate                      | Sonate no 2 pour violoncelle solo | 1978                    | Version révisée de l'opus 86, la Sonate no 2 pour violoncelle solo |
| 122     | Quatuor                     | Quatuor à cordes no 14 | 1978                    | Dédié à Iouri Levitine,. |
| 123     | Sonate                      | Sonate no 2 pour alto solo | 1978                    | |
| 124     | Quatuor                     | Quatuor à cordes no 15 | 1979                    | Dédié aux membres du quatuor : Yevgenia Alikhanova, Valentina Alykova, Galina Kokhanovskaya, Maria Yanusehevskaya. |
| 125     | Mélodie                     | Cycle de mélodies pour basse et piano, d'après des textes de Ievgueni Baratynski. | 1979                    | |
| 126     | Sonate                      | Sonate no 3 pour violon solo | 1979                    | |
| 127     | Trio                        | Trio pour flûte, alto et harpe (ou piano), en quatre mouvements (sans indications). | 1979                    | Reprend le choral des deux dernières scènes de son opéra Le Portrait, op. 128. |
| 128     | Opéra                       | Le Portrait, opéra en 3 actes et 8 tableaux sur un livret d'Alexandre Medvedev d'après la nouvelle éponyme de Nicolas Gogol (voir Le Portrait). | 1980                    | Création : Brno, Théâtre national Janácek, 20 mai 1983,. |
| 129     | Opérette                    | La Robe en or, opérette | 1980                    | , |
| 130     | Quatuor                     | Quatuor à cordes no 16 : 1. Allegro 2. Allegro – Andantino - Allegro 3. Lento 4. Moderato | 1981                    | Composé entre le 1er janvier et le 15 février 1981. Dédié à Ester, sœur du compositeur, déportée et assassinée avec leurs parents par les Nazis, et qui aurait eu 60 ans en 1981. Créé par le Quatuor Borodine le 8 novembre 1984 à la Petite Salle du Conservatoire de Moscou,. |
| 131     | Symphonie                   | Symphonie no 16 | 1981                    | Créée en 1982 par Pavel Kogan et l'Orchestre philharmonique de Moscou dans la Grande Salle du Conservatoire de Moscou, lors du quatrième Festival d'automne de Moscou. |
| 132     | Musique vocale              | La Relique, récitatif pour basse et piano | 1981                    | |
| 133     | Sonate                      | Sonate pour basson solo, en trois mouvements (sans indications). | 1981                    | Dédiée au bassoniste russe Valery Sergeyvich Popov (né en septembre 1937) ; nécessite une grande technique, la partition allant jusqu'au mi bémol majeur. |
| 134     | Mélodie                     | D'après la poésie d'Afanasy Fet, mélodies pour basse et piano | 1982                    | |
| 135     | Sonate                      | Sonate no 3 pour alto solo | 1982                    | |
| 136     | Sonate                      | Sonate no 4 pour alto solo | 1982                    | |
| 136bis  | Sonate                      | Sonate pour violon et piano no 6 | 1982                    | Dédiée à la mémoire de sa mère. La partition a été découverte en 2007 dans ses manuscrits non publiés. |
| -       | Pièces pour piano           | Deux fugues pour Ludmila Berlinskaïa | 1983                    | Composées le 21 juin 1983, la veille d'un examen où Ludmila Berlinskaïa, fille de Valentin Berlinsky, ami de Weinberg, les joua. |
| 137     | Symphonie                   | Symphonie no 17, « Souvenir » : 1. Allegro sostenuto 2. Allegro molto 3. Allegro moderato 4. Andante | 1984                    | Les Symphonies no 17 à 19 forment une trilogie intitulée « Aux portes de la guerre ». |
| 138     | Symphonie                   | Symphonie no 18 « Guerre – Il n'y a pas de mot plus cruel », pour chœur mixte et orchestre, sur des textes de Sergeï Orlov (1921 – 1977), Alexandre Tvardoski (1910 – 1971) et d'une chanson populaire. | 1986                    | Dédiée à « la mémoire de ceux qui sont tombés lors de la Grande Guerre Patriotique » ; créée en octobre 1985 au Festival « Automne de Moscou » par Vladimir Fedosseïev dirigeant l'Orchestre symphonique de la Radio de l'URSS et le Chœur académique d'État Letton. Les Symphonies no 17 à 19 forment une trilogie intitulée « Aux portes de la guerre ». |
| 139     | Chants/chansons             | 6 chansons pour enfants pour voix et piano | 1986                    | |
| 140     | Sonate                      | Sonate no 4 pour violoncelle solo | 1986                    | Dédiée à Valentin Berlinsky. |
| 141     | Quatuor                     | Quatuor no 1, version révisée de l'opus 2. | 1986                    | |
| 142     | Symphonie                   | Symphonie no 19 « Mai radieux », en un seul mouvement | 1986                    | Fait référence à la victoire de mai 1945 mettant fin à la Grande guerre patriotique. Préfacée par une citation du poème La Victoire de 1945 de Anna Akhmatova (1889-1966). Créée le 23 novembre 1986 par Vladimir Fedosseïev dirigeant l'Orchestre Symphonique de la Radio de l'URSS, lors du Festival « Automne de Moscou ». Les Symphonies no 17 à 19 forment une trilogie intitulée « Aux portes de la guerre ». |
| 143     | Poème symphonique           | Les Bannières de la paix, poème symphonique | 1986                    | Dédié au 27e congrès du parti communiste, créé à Moscou le 23 février 1986 par Vladimir Fedosseïev dirigeant l'Orchestre Symphonique de la Radio de l'URSS. Composé à partir de fragments de chants révolutionnaires et traditionnels,. |
| 144     | Opéra                       | L'Idiot, opéra en quatre actes et dix scènes, sur un livret de Alexandre Medvedev, adaptation du roman éponyme de Fiodor Dostoïevski (voir l'article L'Idiot). | 1985                    | Écrite de 1985 à 1989, la partition est dédiée à Chostakovitch ; durée de trois heures et demie. Créé en version réduite pour orchestre le 19 décembre 1991 à Moscou par Boris Pokrovski et l'Orchestre de chambre du Théâtre de l'Opéra de Moscou, en présence du librettiste et du compositeur,. Créé en version complète scénique au théâtre national de Mannheim, le 9 mai 2013, orchestre sous la direction de Thomas Sanderling,. |
| 145     | Symphonie de chambre        | Symphonie de chambre no 1 | 1987                    | Basée en grande partie sur le Quatuor à cordes no 2, opus 3,. |
| 146     | Quatuor                     | Quatuor à cordes no 17 | 1987                    | Contient une version modifiée du choral des deux dernières scènes de son opéra Le Portrait op. 128. |
| 147     | Symphonie de chambre        | Symphonie de chambre no 2 | 1987                    | Basée en grande partie sur le Quatuor à cordes no 3, opus 14,. |
| 148     | Musique concertante         | Concerto pour flûte no 2 : 1. Allegro 2. Largo 3. Allegretto – Andante molto ritenuto – Largo | 1987                    | Dédiée au flûtiste russe Alexandre Korneïe5. Créée hors de Russie (création en URSS inconnue) le 23 octobre 2001 à Borås, Suède par Anders Jonhäll (flûte) et Thord Svedlund dirigeant la Société orchestrale de Borås. Contient des citations de la “Danse des Ombres heureuses”, de Orphée et Eurydice de Gluck et de la “Badinerie” de l'Ouverture no 2 en si mineur, BWV 1067, de J.S. Bach. |
| 148bis  | Musique concertante         | Concerto pour flûte no 2, version pour orchestre à corde | 1987                    | Version datée du 17 octobre 1987. |
| 149     | Poème symphonique           | « Paix aux nations », poème symphonique vocal pour chœur de garçons et orchestre | 1988                    | [ 3 ] |
| 150     | Symphonie                   | Symphonie no 20 : 1. Adagio – Meno mosso – Meno mosso 2. Allegretto – Coda 3. Con moto 4. Allegro molto 5. Lento – Meno mosso | 1988                    | Composée en juillet 1988, alors que Weinberg était de plus en plus malade (de la maladie de Crohn) ; dédiée à Vladimir Fedosseïev et à l'Orchestre symphonique de la radio de Moscou. Collé sur les premières pages du manuscrit, un morceau de partition n'appartenant pas à la symphonie indique (en polonais) : « Puissé-je encore écrire celle-ci avec l’aide de Dieu. Mais j’en doute. ». |
| -       | Musique de film             | Musique du film de Boris Yermolayev Notre Père (basé sur une nouvelle traitant de l'occupation nazie d'Odessa). | 1989                    | [ 22 ] |
| 151     | Symphonie de chambre        | Symphonie de chambre no 3 en si bémol majeur : 1. Lento – Meno mosso 2. Allegro molto – 3. Adagio – 4. Andantino – Meno mosso – Largo | 1990                    | Créée le 19 novembre 1991 dans la Grande salle du Conservatoire de Moscou, dans le cadre du Festival d’Automne de Moscou. Basée en grande partie sur le Quatuor à cordes no 5, op. 27 de 1945. Contient également une citation (2e mouvement) de la mélodie “Dix Frères” de l’Acte 2. de son opéra comique Félicitations ! (op. 111) de 1975 et une citation (4e mouvement) de la “Sarabande” du deuxième acte de son opérette L’Amour de d’Artagnan (op. 109) de 1971. |
| 152     | Symphonie                   | Symphonie no 21 pour soprano (sans paroles) et orchestre en un seul mouvement composé de six sections (jouées d'un seul tenant) : 1. Largo 2. Allegro molto 3. Largo 4. Presto 5. Andantino 6. Lento | 1991                    | Dédiée à la mémoire des Juifs qui périrent dans le Ghetto de Varsovie ; la symphonie est sous-titrée "Kaddish" dans le catalogue soviétique des œuvres, mais pas sur les manuscrits. Weinberg fit la donation du manuscrit au Mémorial de Yad Vashem en Israël. Les thèmes de la symphonie s'inspirent de la musique du film Otče naš (« Notre Père », 1989) de Boris Yermolayev et qui évoque le drame d’une mère et de son fils retrouvés gelés dans le Ghetto d'Odessa. L'œuvre contient également d'autres citations, comme la Ballade no 1 de Chopin. |
| 153     | Symphonie de chambre        | Symphonie de chambre no 4 en si majeur, en un seul mouvement, pour clarinette obligato en la, triangle et orchestre à cordes | 1992                    | Dédiée à Boris Tchaïkovski,. Le triangle n'a que quatre notes dans toute l'œuvre. Contient des citations de son opéra Le Portrait op. 128, du finale de sa Symphonie no 17 op. 137, de son cycle de mélodies Réminiscences op. 62, de la section “Jours lumineux” de la musique composée pour la pièce Trudnïye lyudi (Gens difficiles) de l’auteur israélien Yosef Bar-Yosef (né en 1933), etc. |
| 154     | Symphonie                   | Symphonie no 22 (incomplète) | 1994                    | Weinberg a fait la composition au piano et l'orchestration partielle. La symphonie fut terminée par Kirill Umanski (né en 1963). |